# Abacistis
Abacistis is een geslacht van vlinders van de familie stippelmotten (Yponomeutidae).

## Soorten
- A. hexanoma Edward Meyrick, 1913
- A. teligera Edward Meyrick, 1914